# 盧米斯 (內布拉斯加州)
盧米斯（英語：Loomis）是位於美國內布拉斯加州費爾普斯縣的村。

## 人口
根據2020年美國人口普查的數據，盧米斯的面積為0.85平方千米，皆為陸地。當地共有人口420人，而人口密度為每平方千米494人。